# 锈毛石斑木
锈毛石斑木（学名：Rhaphiolepis ferruginea var. ferruginea）为蔷薇科石斑木属下的一个变种。

## 扩展阅读
- 維基物種上的相關：锈毛石斑木